# Parti républicain de réorganisation nationale
Le Parti républicain de réorganisation nationale ou Mouvement de la quatrième République est une formation politique française de droite créée en 1919 et qui disparut dès la première moitié des années 1920.

## Histoire
Fondé à l'initiative de libéraux de l'Alliance républicaine démocratique et de radicaux, le parti avait pour objectif de réunir au sein de la Chambre bleu horizon, mais aussi au dehors, tous ceux qui souhaitaient l'instauration d'un nouveau régime républicain, avec notamment un exécutif renforcé. Au Palais-Bourbon, cette tendance s'exprima par la création d'un groupe parlementaire: l'Action républicaine et sociale (ARS). Il réunit une quarantaine d'élus.
L'essentiel de ceux qui le rejoignit appartenait à la génération qui se lança en politique après la Première Guerre mondiale.
Ses soutiens se retrouvent dans le milieu des affaires, la presse régionale et chez les anciens combattants (UNC, Ligue des chefs de section notamment).
L'éclectisme de sa composition nuit cependant à sa position puisque le parti réunit des personnalités allant de la droite bonapartiste aux radicaux réformistes. De fait, même si le groupe parlementaire continua son activité jusqu'en 1924, le parti cessa la sienne en 1922.

## Membres

### Fondateurs
- Jacques Bardoux, professeur à l'École libre des Sciences politiques
- Joseph Barthélémy, député et juriste
- Maurice Bokanowski, député et avocat à la Cour d'appel de Paris
- René Brunet, juriste
- Raoul Calary de Lamazière, député et armateur
- Jean-Marie Carré, universitaire
- Joseph Chailley, ancien député et directeur général de l'Union Coloniale française
- Maurice Colrat, député et directeur de L'Opinion
- Marcel Gounouilhou, député et directeur de La Petite Gironde
- Louis Madelin, historien
- Georges Scelle, juriste et professeur de droit
- Maurice Schwob, éditeur et directeur du Phare de la Loire
- Pierre Valude, député et avocat à la Cour d'appel de Paris

### Autres personnalités
- Pierre Cathala
- André de Fels
- Étienne Riché

## Sources
- Jean-Marie Mayeur, Jean-Pierre Chaline, Alain Corbin, Les parlementaires de la troisième république: actes du colloque international organisé par le Centre de recherches en histoire du XIXe siècle, Universités Paris I et Paris IV, UMR 8072 du CNRS, les 18 et 19 octobre 2001, Publications de la Sorbonne, 2003.
- Jean-François Sirinelli (dir.), Histoire des droites, Cultures, Paris, « Tel », Gallimard, 2006.